# Oor van Dionysius
Het Oor van Dionysius (Italiaans: Orecchio di Dionisio) is een kalkstenen grot uit de Temenites-heuvel uitgehouwen in de stad Syracuse, op het eiland Sicilië in Italië. De naam komt van de gelijkenis met de vorm van het menselijk oor.

## Geologie
Het Oor van Dionysius werd het meest waarschijnlijk gevormd uit een oude kalksteengroeve. Het is 23 meter hoog en strekt zich 65 meter terug in de klif. Horizontaal buigt de ruimte in een "S"-vorm, verticaal loopt de ruimte taps toe, met de top als een traan. Vanwege de vorm van het oor heeft een zeer goede akoestiek, waardoor zelfs een klein geluid resoneert door de hele grot.

## Doel
Deze grot werd gegraven in de Grieks / Romeinse tijd als een waterberging voor Syracuse. Een smalle tunnel werd het eerst gegraven. Deze tunnel werd verbreed door naar beneden en daarna zijwaarts te graven, waardoor de grot zijn ongebruikelijke vorm kreeg. De smalle tunnel is nog steeds zichtbaar op de top van deze kunstmatige grot. Een aardbeving trof dit gebied en richtte veel schade aan. De grot werd onbruikbaar voor waterberging.

## Geschiedenis
De naam van de grot werd in 1586 bedacht door de schilder Caravaggio. Het verwijst naar de tiran Dionysius I van Syracuse. Volgens de legende (misschien gecreëerd door Caravaggio), gebruikte Dionysius de grot als een gevangenis voor politieke dissidenten. Door middel van de perfecte akoestiek luisterde hij zijn gevangenen af over hun plannen en geheimen. Een andere, meer gruwelijke legende beweert dat Dionysius de grot in zijn vorm gehouwen heeft, zodat het geschreeuw van de gevangenen de gemarteld werden zou versterken. Helaas is het geluid-focus-effect niet langer hoorbaar, omdat de toegang tot het brandpunt niet meer mogelijk is.
Vanwege de reputatie voor akoestische gaafheid, heeft het oor van Dionysius ook vaak verwezen naar een soort trompet-oor die een flexibele buis heeft. De term 'Oor van Dionysius' kan ook verwijzen naar het toezicht, in het bijzonder die voor politiek gewin.
Er is een grote kans dat deze vorm eigenlijk van natuurlijke oorsprong is. Het ligt op de helling kant van een substantiële heuvel en zou wel eens een slot canyon kunnen zijn, ontstaan door het stromen van regenwater dat in de prehistorie de vorm heeft uitgesleten. In vergelijking met andere 'slot' canyons, vooral die in de staat Utah (VS), het toont vele overeenkomsten. De beperktheid van de bovenste opening en verbreding van het onderste deel zijn ook gebruikelijk om slot grotten elders. De zeer gepolijste zijkanten suggereren ook dat het fenomeen is gemaakt door water. Zo'n natuurlijke eigenschap, vooral gezien de akoestiek, zou in de oude wereld zijn gewaardeerd om zijn vermeende heilige eigenschappen en dit zou hebben geleid tot het behoud ervan. Was het door de mens gemaakt, waarom zouden de steenhouwers moeite doen om op deze hoogte de wanden te polijsten of op zo'n moeilijk bereikbare plaats steen te verwijderen?

## Trivia
Volgens de fictieve avonturenfilm Indiana Jones and the Dial of Destiny bevindt zich in deze grot het graf van Archimedes.